# 清华大学西院

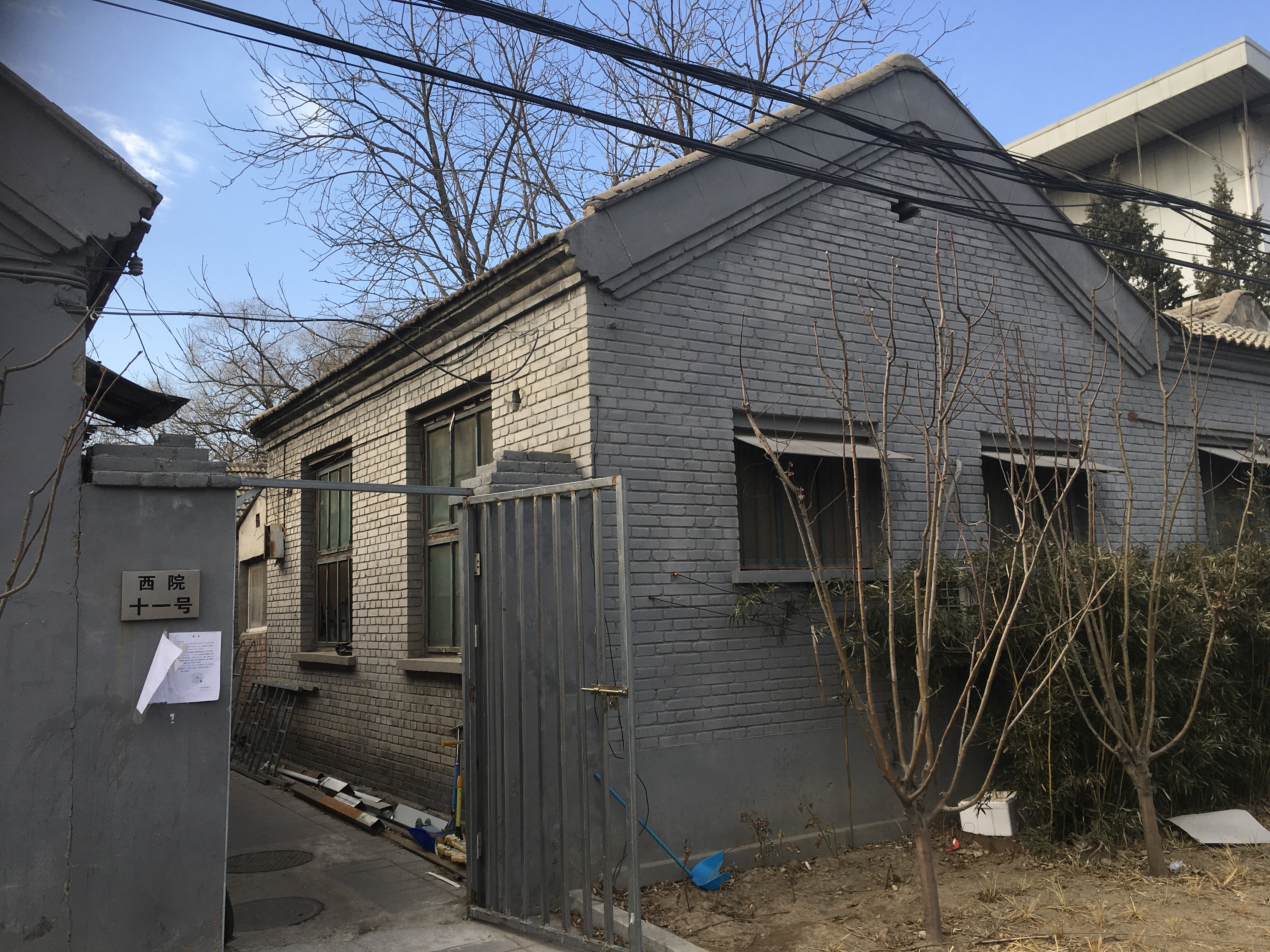
楊武之楊振寧故居（西院11號）

清华大学西院是清華大學的教職員工宿舍，位於西校門附近，歷史上分為新、舊兩部分。

## 歷史
舊西院建於1924年，共20個單元，建築面積3131平方公尺，由庄俊負責設計與施工，原為二合院，後增為四合院，由中國早期著名的建築師莊俊設計與施工。新西院位於舊西院南部，建於1933年，為工字形日式住宅，共10個單元，建築面積2312平方公尺。「新西院」建成後，與「舊西院」統編一個門牌號，並沿用至今。

## 歷史名人
西院曾經住過許多清華著名的教授，如聞一多（西院46號）、朱自清（西院45號）、王國維（西院43、42號）、雷海宗（西院37號）、陳寅恪（西院36號）、陳達（西院35號）、鄭之蕃（西院34號）、李繼侗（西院32號）、熊慶來（西院31號）、周先庚（西院27號）、陶葆楷（西院26號）、孟昭英（西院22號）、鄧以蟄（西院21號）、顧毓琇（西院16號）、吳有訓（西院14號）、陳楨（西院13號）、吳晗（西院12號）和楊武之（西院11號）等。而兩彈一星元勛鄧稼先、諾貝爾物理學獎得主楊振寧、著名雕塑家熊秉明則跟隨父輩在西院度過童年時光。

## 建築保護
2019年，西院11號至17號、21號至24號、26號、27號、31至37號以及41號至47號共27個建築被北京市政府列為北京市第一批历史建筑。